# Collection des moulages de l’Université de Genève

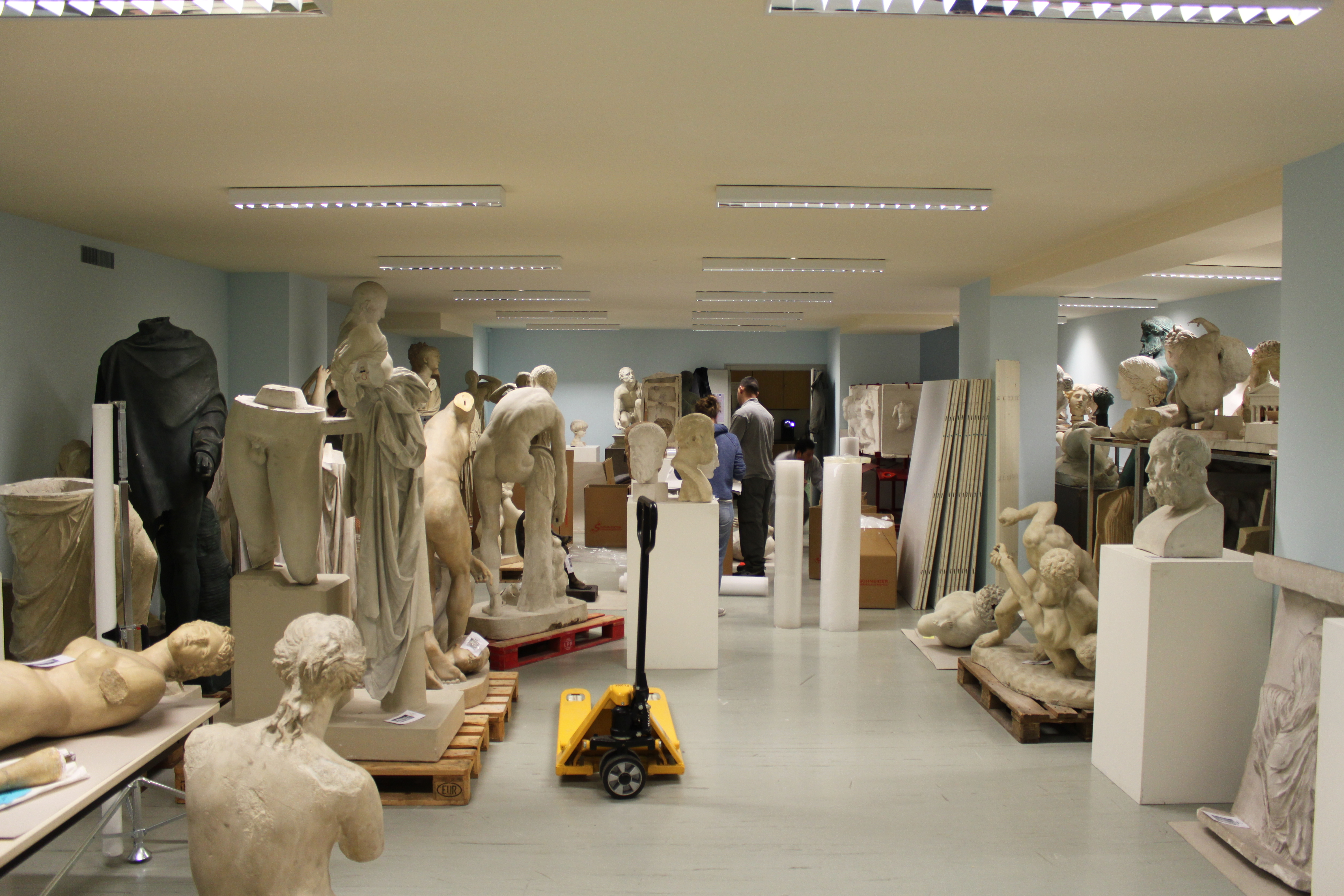
Blick in die Sammlung

Die Collection des moulages de l’Université de Genève (dt. Moulagensammlung der Universität Genf) ist eine der ältesten Abgusssammlungen antiker Skulpturen in der Schweiz und ein Museum der Universität Genf.

## Geschichte
Die ältesten Gipsabgüsse antiker Figuren in der Sammlung gehen auf die Tätigkeit der Société des Arts von Genf im frühen 19. Jahrhundert zurück. Diese Objekte gehörten zum Bestand des 1826 eröffneten Musée Rath. In der zweiten Hälfte des 20. Jahrhunderts gründete der Professor für Klassische Archäologie José Dörig die Spezialsammlung von Gipsabgüssen und Galvanoplastiken als Hilfsmittel und Anschauungsmaterial für die wissenschaftliche Lehre in Klassischer Archäologie. Die Museumssammlung ist der Fakultät für Geisteswissenschaften der Universität Genf angeschlossen.
Die Sammlung befand sich im Gebäude der Fakultät für Geisteswissenschaften im Genfer Quartier Les Acacias, bis sie 2015 in das Universitätsgebäude Uni Bastions im Stadtzentrum wechselte. Seit 2018 ist sie im Haus der ehemaligen Industriefirma Société d’instruments de physique untergebracht.

## Sammlung
Die Abgusssammlung umfasst ungefähr 2500 Objekte, von denen nur ein kleiner Teil im öffentlichen Ausstellungssaal des Museums präsentiert ist. Neben Gipsobjekten umfasst sie auch Galvanoplastiken, Zinnabgüsse und Modelle.
Die Abgüsse aus Gips repräsentieren antike griechische und römische Skulpturen. Vorhanden sind unter anderem:
- die Aphrodite von Knidos
- der Borghesische Ares
- der Wagenlenker von Delphi
- eine Karyatide des Erechtheion von Athen
- die iberische Dama de Elche
- der Poseidon vom Kap Artemision
- der Diskuswerfer des Myron
- der Borghesische Fechter
- der Kopf des Herkules Farnese
- der Hermes von Olympia
- der kapitolinische Dornauszieher
- die Venus Medici
- die Venus von Milo